# Dewoitine D.520
De Dewoitine D.520 was een jachtvliegtuig van de Franse vliegtuigfabriek Dewoitine. Het eenmotorige toestel werd in 1940, kort na het begin van de Tweede Wereldoorlog, operationeel. Het toestel werd toen als het beste Franse jachtvliegtuig beschouwd. De Duitse Messerschmitt Bf 109 was sneller, maar de D.520 was wendbaarder.
De ontwikkeling van de D.520 begon in 1936 en het eerste prototype vloog op 2 oktober 1938. Bij de capitulatie van Frankrijk in 1940 waren vijf groupes de chasse operationeel. In 1941 hervatte Vichy-Frankrijk de productie van het toestel. De D.520 werd in dienst van Vichy-Frankrijk tegen de geallieerden ingezet in Syrië en Noord-Afrika. De Luftwaffe gebruikte het toestel als trainer. Het vliegtuig werd ook gebruikt door Italië, Roemenië en Bulgarije.
In 1944, na de geallieerde invasie in Frankrijk, werd een aantal Duitse D.520's overgenomen door de geallieerden. De Vrije Fransen gebruikten deze toestellen in de omgeving van Bordeaux en de vesting van Royan.
Het aantal gebouwde D.520's is moeilijk vast te stellen, sommige bronnen spreken van minstens 905 exemplaren, andere van 775.